# K-TV (Fernsehen)
K-TV (Kephas-Fernsehen) ist ein 1999 von Pfarrer Hans Buschor gegründeter privater katholischer Fernsehsender. Träger ist seit 2011 die Kephas Stiftung gGmbH in Opfenbach. Geschäftsführer sind Patrick Gruhn und Johannes Hattler. Gruhn ist Alleingesellschafter.

## Über den Sender
K-TV entstand aus einer Initiative des Pfarrers Hans Buschor, wurde 1999 gegründet und von Buschor bis zu seinem Tod im Jahr 2017 geleitet. Die Nachfolge übernahmen Pfarrer Thomas Maria Rimmel, Militärpfarrer Werner Maria Hess und bis Herbst 2023 Pfarrer Paul Schuler. Das K im Namen K-TV steht für die Bezeichnung des Apostels Petrus als Kefa bzw. Kephas (aramäisch). Zweck des Senders sind die mediale Verkündigung des katholischen Glaubens, Glaubensstärkung und die Neuevangelisierung.
Am 11. September 1999 erfolgte die Erstausstrahlung über das Satellitensystem Eutelsat. Einige Zeit später wurde K-TV auch über Kabelnetze in Deutschland, Österreich und der Schweiz verfügbar. Seit dem 1. November 2002 ist der Empfang über das Satellitensystem Astra digital möglich und seit Oktober 2006 über das Internet. Seit Ende Oktober 2005 bietet der Sender einen Videotext an. Im Jahr 2006 wurde ein Übertragungswagen ausgebaut für regelmäßige Liveübertragungen von Gottesdiensten aus Kirchen und Wallfahrtsorten. Seit dem 1. September 2006 wird das Programm ebenfalls als Live-Stream angeboten. Seit 2007 ist das Programm Teil des Angebots von T-Home.
2013 arbeiteten rund 35 feste Mitarbeiter im Sender. Neben einer stetigen Ausweitung des Programms ist nach Aussage des Senders ein Wachstum der Zuschauerzahlen feststellbar, das aus der steigenden Zahl versandter Programmhefte abgeleitet wird. Der finanzielle Aufwand beläuft sich laut Senderangaben auf etwa 250.000 Euro pro Monat, der nach eigenen Angaben vollständig über Spenden gedeckt wird. Die eigene Redaktion wurde durch eine wirtschaftlich-strategische Neuausrichtung des Senders, der Inhalte künftig von außen beziehen will, im Januar 2015 aufgelöst.
K-TV sendet täglich 24 Stunden. Die einzelnen Sendungen werden eine Woche lang zu unterschiedlichen Zeiten wiederholt. Nachts werden Wiederholungen aus dem Programm der Vorwoche gezeigt. Ende 2024 wurde über Satellit ein Full-HD-Signal in Betrieb genommen. Aus Kostengründen ist beabsichtigt, das SD-Signal bis Mitte 2025 abzuschalten. Gleichzeitig wurde eine Vereinbarung mit der Deutschen Netzmarketing getroffen, von der man sich offenbar die Aufnahme des Programms in die Angebote vieler Kabelanbieter erhofft.

## Programm

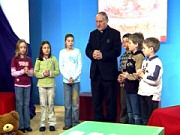
Kinderstunde mit Pfarrer Hans Buschor

Das Programm orientiert sich an der Lehre der katholischen Kirche.

### Inhalte
Der Sender überträgt Live alle wichtigen öffentlichen Auftritte des Papstes wie die Generalaudienz sowie das Angelusgebet, große Festgottesdienste und kirchliche Ereignisse aus dem Vatikan sowie Weltjugendtage und Papstreisen.
Schwerpunkte des Programms sind die Übertragung von katholischen Gottesdiensten und Andachten, Glaubenskatechese, Exerzitien, Vorträge, Reportagen und Dokumentationen. Diese Sendungen werden zu einem Großteil von Geistlichen der katholischen Kirche geleitet und moderiert. Außerdem beinhaltet das Programm auch Gesprächssendungen, Sendungen über Gesundheitsthemen, Lebenshilfe, ein Kinderprogramm sowie in einem geringen Anteil Spielfilme und Musiksendungen. Täglich können Zuschauer per Telefon live in der Sendung Tagesthema Fragen zu religiösen Themen stellen.
Seit Oktober 2018 wird monatlich die Sendung RomeReports – Nachrichten aus dem Vatikan ausgestrahlt. Neue Reportagen kommen aus Kirche und Welt, besonders auch aus Wallfahrtsorten wie Fátima, Lourdes oder San Giovanni Rotondo. Neu im Programm sind außerdem seit Frühjahr 2019 die „Terra Santa News“ - Nachrichten aus dem Heiligen Land. Zudem wird einmal monatlich eine Livesendung mit Gebetsanliegen der Zuschauer gesendet.

### Gottesdienste und Andachten
Neben Festgottesdiensten und dem Angelusgebet aus dem Vatikan werden täglich mindestens ein Gottesdienst aus verschiedenen Kirchen aus Davos und Schwyz in der Schweiz und der Gebetsstätte Wigratzbad (Opfenbach) sowie zusätzlich ebenfalls tägliche Gottesdienste abwechselnd u. a. aus der Kirche Sankt Pantaleon in Köln, der Licht-der-Völker-Kapelle (Missio-Wien), der Kapelle von Kirche in Not in Königstein im Taunus, der Wallfahrtskirche Maria Schutz am Semmering (Niederösterreich) oder der Wallfahrtskirche Maria im Sand im unterfränkischen Dettelbach übertragen.
Außerdem werden täglich zahlreiche Andachten und Gebete, das Rosenkranzgebet sowie je donnerstags und freitags eine Heilige Stunde der Anbetung vor dem Allerheiligsten Sakrament des Altars gesendet. Des Weiteren wird am Nachmittag eine Gnadenstunde der Barmherzigkeit oder der Kreuzweg ausgestrahlt.

## Empfang
- Satellit: Empfangen werden kann der Sender über Satellit in Full HD (SD noch bis Mitte 2025) in ganz Europa.
- Kabel: Im Kabel mit einem Digitalreceiver ist das Programm in Deutschland, Österreich, Schweiz und Liechtenstein empfangbar.
- Internet: Weltweit per Livestream in verschiedenen Auflösungen über das Internet. Zu den IPTV-Anbietern gehören Zattoo, Waipu, T-Home mit der Internet-Streaming-Box.

## Beziehung zur katholischen Kirche
Mit einem Brief vom 18. Januar 2013 des Staatssekretariats des Heiligen Stuhls wurde im Auftrag von Benedikt XVI. die Medienarbeit des „katholischen Fernsehens K-TV“ offiziell gewürdigt und allen „Mitarbeiterinnen und Mitarbeitern sowie den Freunden und Förderern von K-TV“ der Apostolische Segen durch Papst Benedikt XVI. erteilt. Anlässlich einer Generalaudienz im Dezember 2012 gratulierte Papst Benedikt XVI. dem damaligen Chefredakteur Martin Lohmann zum Amtsantritt. Papst Franziskus empfing eine Delegation von K-TV im September 2019 im Rahmen der Generalaudienz anlässlich des 20-jährigen Bestehens des Senders.

## Tochtergesellschaften
Der Sender hat zwei Tochtergesellschaften, an welchen er zu 100 % beteiligt ist: die CredoMedia GmbH mit Sitz in Opfenbach, welche früher das Studio des Senders in Hürth betrieb, mittlerweile aber keine Funktion mehr hat, und die Alpina Film GmbH mit Sitz in Langenargen am Bodensee, welche die Filmproduktionen für den Sender sowie für externe Auftraggeber (andere Fernsehsender, Firmenvideos etc.) realisiert.